# Antoine Desboeufs
Antoine Desboeufs (Parigi, 13 ottobre 1793 – Passy, 12 luglio 1862) è stato un medaglista e scultore francese.

## Biografia
Nel 1813 Antoine Desboeufs arrivò al terzo posto per il premio di Roma per l'incisione delle medaglie e della pietra. arrivando poi al primo posto nel 1814 con un Guerrier saisissant ses armes sur l'autel de la pairie ("Guerriero che afferra le sue armi sull'altare della patria"). Quindi egli poté recarsi nell'Urbe per studiare l'arte dei maestri del Rinascimento italiano e le sculture dell'arte classica greco-romana.
Fu innanzitutto un medaglista, e non si interessò alla scultura fino al 1830. Fu uno studente di Pierre Cartellier e di Romain-Vincent Jeuffroy. Temendo che la medaglistica potesse scomparire a causa dello scarso interesse nei suoi confronti, una volta divenuto un insegnante si dedicò a questa forma d'arte, e tra i suoi allievi ebbe Louis-Eugène Bion (1807-1860), nel 1828 circa, e Pierre-Charles Simart (1806-1857). Nel 1833 ricevette una medaglia di seconda classe per un'opera esposta al Salone di Parigi, mentre nel 1843 si guadagnò la medaglia di prima classe. Nel maggio del 1851 venne nominato cavaliere della Legione d'onore. Morì nel 1862 e venne sepolto nel cimitero di Montmartre.

## Opere

### Medaglie

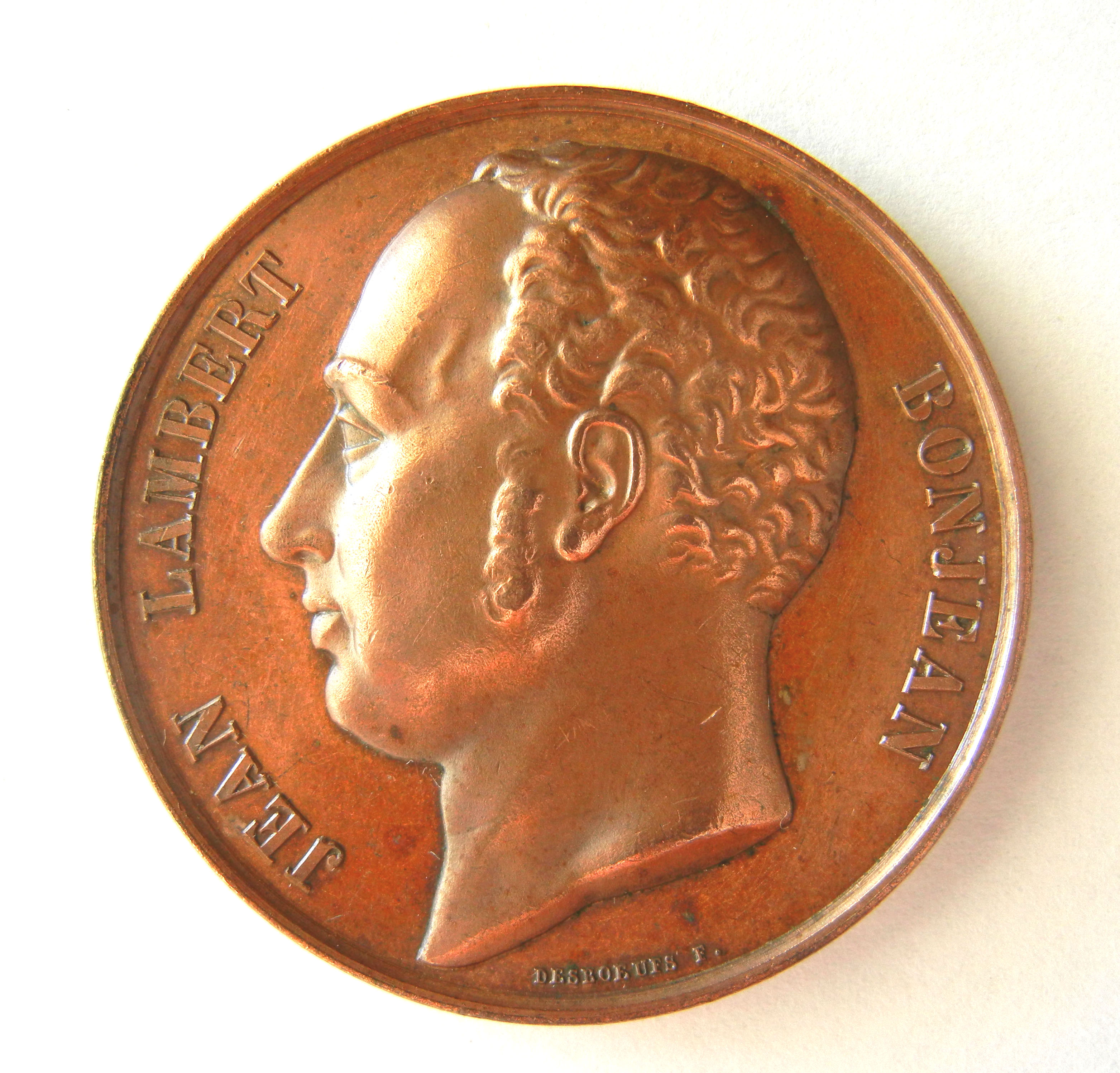
Il dritto della medaglia in onore di Jean Lambert Bonjean.

- Jean Lambert Bonjean (14 novembre 1796-14 novembre 1851), gloria dell'industria francese.

### Sculture
- Amiens, Museo di Piccardia: L’Ange gardien (Salone del 1833);
- Châlons-en-Champagne, archivi dipartimentali: Monumento a Claude-Laurent Bourgeois de Jessaint, 1869, busto in marmo;
- Parigi:
  - chiesa di San Sulpizio: Angelo della predicazione;
  - chiesa di Santa Maria Maddalena:
    - Madeleine pleurant le Christ;
    - Le Christ évangélisant sainte Anne;

  - Comédie-Française: Lesage, 1842, marmo. Una copia in gesso è conservata al consiglio generale di Morbihan, un esemplare in bronzo è eretto davanti al municipio di Sarzeau, città natale di Lesage;
  - fontane di Place de la Concorde: una delle statue della fontana realizzata dall'architetto Jacques Ignace Hittorff;
  - Istituto di Francia: Antoine-Isaac Sylvestre de Sacy, busto in marmo;
  - Barrière du Trône:
    - La Vittoria, altorilievo di una delle due colonne;
    - La Pace, altorilievo di una delle due colonne;
- Versailles, museo di storia della Francia:
  - Carlo d'Orléans;
  - Jean de Gassion (1609-1647), conte di Gassion, maresciallo di Francia;
  - Bernardo di Chiaravalle (1090 o 1091–1153), abate di Chiaravalle;
  - Alain-René Lesage (1668-1747), romanziere e drammaturgo francese;
  - Maria Teresa d'Austria (1638-1683), infante di Spagna, regina di Francia e di Navarra.